# Force ionique
La force ionique, notée I (ou FI de manière à la distinguer de l'intensité), est un des principaux facteurs influençant l'activité des ions en solution aqueuse. Elle s'exprime en mol L−1 et est calculée de la manière suivante :
{\displaystyle I={\frac {1}{2}}\sum _{i}C_{i}z_{i}^{2}\,\!}
où {\displaystyle C_{i}} représente la concentration molaire de l'ion {\displaystyle i} et {\displaystyle z_{i}} sa charge électrique.
La notion de force ionique fut proposée par Lewis et Randall en 1921 afin de décrire les coefficients d'activité des électrolytes forts.

## Exemples
Pour un électrolyte 1:1 de deux ions monovalents, comme pour NaCl, la force ionique est égale à la concentration en sel. Le facteur 1/2 est inclus dans la définition pour prendre en compte que ce sel mène à deux espèces ioniques: Na+ et Cl-. Avec ce facteur, la force ionique de NaCl est égale à sa concentration.
{\displaystyle I={\frac {1}{2}}[C+C]=C}
Pour l'électrolyte MgSO4 cependant, chaque ion est doublement chargé, alors la force ionique est quatre fois plus élevée que pour la même concentration en NaCl.
{\displaystyle I={\frac {1}{2}}[C(+2)^{2}+C(-2)^{2}]={\frac {1}{2}}[4C+4C]=4C}
Les ions trivalents contribuent plus fortement à la force ionique, mais comme leur attraction coulombienne est plus importante, leur solubilité est souvent plus faible en raison de la difficulté de la dissociation de leurs sels. Il n'existe pas d'ions tétravalents en solution aqueuse neutre, car ils s'hydrolysent en raison de leur charge électrique très élevée.

### Mélange de deux électrolytes
Comme exemple plus complexe, la force ionique d'une solution mixte de Na2SO4 0.050 M et de KCl 0.020 M est :
{\displaystyle {\begin{aligned}I&={\tfrac {1}{2}}\times \left[{\begin{array}{l}\{({\text{concentration de }}{\ce {Na2SO4}}{\text{ en M}})\times ({\text{nombre de }}{\ce {Na+}})\times ({\text{charge de }}{\ce {Na+}})^{2}\}\ +\\\{({\text{concentration de }}{\ce {Na2SO4}}{\text{ en M}})\times ({\text{nombre de }}{\ce {SO4^2-}})\times ({\text{charge de }}{\ce {SO4^2-}})^{2}\}\ +\\\{({\text{concentration de }}{\ce {KCl}}{\text{ en M}})\times ({\text{nombre de }}{\ce {K+}})\times ({\text{charge de }}{\ce {K+}})^{2}\}\ +\\\{({\text{concentration de }}{\ce {KCl}}{\text{ en M}})\times ({\text{nombre de }}{\ce {Cl-}})\times ({\text{charge de }}{\ce {Cl-}})^{2}\}\end{array}}\right]\\&={\tfrac {1}{2}}\times [\{0.050M\times 2\times (+1)^{2}\}+\{0.050M\times 1\times (-2)^{2}\}+\{0.020M\times 1\times (+1)^{2}\}+\{0.020M\times 1\times (-1)^{2}\}]\\&=0.17M\end{aligned}}}

## Mesure de la force ionique
La meilleure solution pour déterminer la force ionique consiste à déterminer les concentrations respectives des différents ions en solution et à utiliser la formule précédente. Cependant on peut aussi se contenter d'une estimation de la force ionique connaissant la concentration totale en solides dissous (en anglais TDS = Total dissolved solids, exprimée en mg L−1) ou la conductivité électrique (notée SpC et exprimée en 10−6 S cm−1) de la solution. Ces estimations utilisent les formules empiriques suivantes :
- I = 2,5 × 10−5 TDS [3]
- I= 1,7 × 10−5 SpC [réf. nécessaire]

## Force ionique et activité chimique
Une solution idéale est une solution où les interactions entre toute paire de particules (molécules ou ions) sont identiques, de la même façon que l'on définit un gaz parfait comme un gaz dans lequel il n'existe pas d'interactions entre molécules.
Les électrolytes réels ne suivent qu'imparfaitement les relations établies pour les solutions idéales et ce d'autant moins que les concentrations sont élevées. Cet écart à l'idéalité est lié aux interactions d'origine électrique entre les ions.
Ainsi est-on amené à introduire des coefficients d'activité qui corrigent les concentrations. Le coefficient d'activité est < 1 pour les solutions concentrées où les ions interagissent entre eux. Il est égal à 1 pour une solution idéale à dilution infinie où il n'y aurait pas d'interaction entre ions.
On définit ainsi l'activité {\displaystyle a_{i}} de l'espèce i par :
{\displaystyle a_{i}=\gamma _{i}{\frac {C_{i}}{C^{0}}}}
où {\displaystyle \gamma _{i}~} est le coefficient d'activité de l'espèce i, {\displaystyle C_{i}~} sa concentration en solution, exprimée en mol L−1 et C0 une concentration de référence arbitraire prise égale à 1 mol/L afin de s'affranchir de l'unité de concentration pour l'activité.
Les coefficients d'activité se déduisent alors de I par une relation du type :
{\displaystyle \log(\gamma _{i})=f(I)\!}
La fonction {\displaystyle f(I)\!} est variable suivant les auteurs et le domaine d'application (valeur de la force ionique).

### Formules courantes
Plusieurs relations semi-empiriques permettent d'obtenir le coefficient d'activité moyen d'un électrolyte (ex : NaCl, MgSO4, …) ou le coefficient d'activité d'un ion (ex : Na+, Cl−, …) en solution à partir de la valeur de la force ionique I.
Les trois formules les plus courantes sont détaillées ci-dessous ({\displaystyle \gamma _{i}\,\!} est le coefficient d'activité de l'ion i, {\displaystyle z_{i}\,\!} son nombre de charges et {\displaystyle a} un paramètre homogène à une longueur), les deux premières sont basées sur la théorie de Debye-Hückel :
- Formule de Debye-Hückel limite (DHL) : {\displaystyle \log(\gamma _{i})=-0{,}509z_{i}^{2}{\sqrt {I}}\,\!}
- Formule de Debye-Hückel étendue (DHE) : {\displaystyle \log(\gamma _{i})=-0{,}509z_{i}^{2}\left({\frac {\sqrt {I}}{1+0{,}33a{\sqrt {I}}}}\right)\,\!}
- Approximation de Güntelberg (AG) : {\displaystyle \log(\gamma _{i})=-0{,}509z_{i}^{2}\left({\frac {\sqrt {I}}{1+{\sqrt {I}}}}\right)\,\!}

La formule (DHL) n'est valable que si la force ionique I est inférieure à 10 -2,3 mol L-1 car elle considère chaque ion comme une charge ponctuelle. Cette approximation ne peut plus être faite pour une solution concentrée. Les formules (DHE) et (AG) ne sont quant à elles valables que si I est inférieure à 0,1 mol L−1.
Lorsque l'on considère l'électrolyte en lui-même, on définit le coefficient d'activité moyen par {\displaystyle \log(\gamma _{-}^{+})=-0{,}509{|}z^{+}z^{-}{|}{\sqrt {I}}\,\!}
D'autres formules ou théories plus complexes ont donc été développées pour mettre en relation le coefficient d'activité et la force ionique lorsque I est supérieure à 0,1 mol L−1. C'est notamment le cas de l'équation de Davies, du modèle de Pitzer ou de la théorie SIT.
- Équation de Davies pour une solution aqueuse à 25 °C et I < 0,5 M : {\displaystyle \log(\gamma _{i})=-0{,}509z_{i}^{2}\left({\frac {\sqrt {I}}{1+0{,}329\times 10^{8}a_{i}{\sqrt {I}}}}-0{,}3I\right)\,\!}
où {\displaystyle a_{i}} est le diamètre effectif moyen des ions hydratés et I la force ionique.